# Stirnölguss

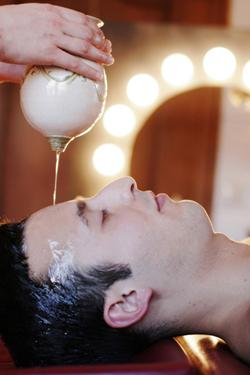
Stirnölguss mit Hand durchgeführt

Beim ayurvedischen Stirnölguss, auch Stirnguss, Kopfguss oder Sanskrit Shirodhara (shiro = Kopf, dhara = Fluss) genannt, fließt in einem kontinuierlichen Strahl aus etwa 8 bis 10 cm Höhe erwärmtes, mit Kräutern vermischtes Öl (Thaila [von Tila, dt. Sesamsamen], zumeist auf Sesamöl-Basis hergestellt) auf den Kopf und hier ganz besonders auf die Stirn des Patienten. Nach ayurvedischer Auffassung beruhigt dies das gesamte vegetative Nervensystem, harmonisiert und gleicht aus. Die beruhigende Wirkung ist in einer kleinen Studie reproduziert worden; in internationalen wissenschaftlichen Fachzeitschriften gibt es sonst jedoch keine Arbeiten über eine mögliche Wirkung des Stirnölgusses.
Anwendung findet der Stirnölguss, zumeist in Verbindung mit einer Gesichts- und Kopfmassage, vor allem bei neurovegetativen Störungen und Stressfolgen. Besonders empfohlene Thaila für Stirnölgüsse heißen Kshirabala Thaila (nach einer 2000 Jahre alten Rezeptur) und Bhringamalakkadi Thaila (nach einer 400 Jahre alten Rezeptur). Ein Stirnölguss wird in der traditionellen indischen Heilkunst bevorzugt bei chronischen Kopfschmerzen, Gesichtslähmung, halbseitiger Lähmung, Schlaflosigkeit und Depressionen angewendet, wohingegen bei niedrigem Blutdruck, schwachem Kreislauf und während der Menstruation davon abgesehen werden muss. Weil diese Anwendung blutdrucksenkend sei, sollte in jedem Fall unmittelbar zuvor eine kräftige, kreislauffördernde traditionelle ayurvedische Ganzkörper-Massage (die Abhyanga) durchgeführt werden.